# Ellipteroides nigrobimbo
Ellipteroides nigrobimbo är en tvåvingeart som först beskrevs av Alexander 1934.  Ellipteroides nigrobimbo ingår i släktet Ellipteroides och familjen småharkrankar. Inga underarter finns listade i Catalogue of Life.